# Eryk z Lade
Eryk z Lade (zm. ok. 1023) – jarl Lade, earl Northumbrii, nieślubny syn władcy norweskiego Haakona Sigurdssona.

## Życiorys
W 995 ojciec Eryka Haakon Sigurdsson został zamordowany, a władzę w Norwegii przejął Olaf I Tryggvason. Eryk wraz z bratem Swenem uciekli do Szwecji na dwór króla Eryka Zwycięskiego, a po jego śmierci szukali pomocy u władcy Danii Swena Widłobrodego. Najprawdopodobniej między 995 a 1000 Eryk poślubił córkę króla duńskiego Gydę, z którą miał syna Haakona. 
W 1000 Eryk uczestniczył u boku króla Swena w bitwie w Øresundzie przeciw oddziałom Olafa Tryggvasona. W latach 1015–1016 brał udział w wyprawie króla duńskiego Kanuta do Anglii, która zakończyła się zdobyciem przez niego angielskiej korony. Eryk otrzymał wówczas tytuł earla Northumbrii. Po raz ostatni Eryk pojawia się w źródłach pod rokiem 1023 i najprawdopodobniej zmarł wkrótce po tej dacie.